# Georg Albano von Jacobi
Georg Albano Jacobi, seit 1861 von Jacobi, (* 4. September 1805 in Pempelfort; † 2. November 1874 in Berlin) war ein preußischer General der Infanterie, Militärschriftsteller, Botaniker. Sein offizielles botanisches Autorenkürzel lautet „Jacobi“.

## Leben

### Herkunft
Er war der Sohn von Georg Arnold Jacobi (1768–1845) und dessen Ehefrau Marie Luise, geborene Brinckmann (1776–1845). Sein Vater war Geheimer Rat sowie Generaldirektor des Land- und Wasserbaues. Sein Großvater war der Philosoph und Schriftsteller Friedrich Heinrich Jacobi.

### Militärkarriere
Jacobi besuchte Gymnasien in Hamm, Soest und Düsseldorf. Am 21. August 1822 trat er als Kanonier in die 8. Artillerie-Brigade der Preußischen Armee ein. Dann wurde er 1827 bei der Garde-Artillerie-Brigade Sekondeleutnant. Sein Hoffnung die Allgemeine Kriegsschule zu absolvieren, erfüllte sich nicht. Daher beschloss er über die Artillerie zu schreiben. Sein Werk Ueber den Zustand der europäischen Feldartillerien (Mainz 1835–43) wurde in viele Sprachen übersetzt.
Während der Badischen Revolution war Jacobi Adjutant des Generalleutnants Wilhelm von Scharnhorst, welcher die Artillerie der Operationsarmee am Rhein befehligte. Er nahm an den Gefechten bei Ubstadt, Durlach, Kuppenheim, Bischweiler sowie der Einnahme von Rastatt teil und erhielt für sein Wirek neben dem Roten Adlerorden IV. Klasse mit Schwertern des Ritterkreuz des Ordens vom Zähringer Löwen. Anfang Mai 1850 stieg er zum Major auf. Nach einer Verwendung als Kommandeur des 7. Artillerie-Regiments wurde Jacobi als Oberst am 1. Oktober 1860 unter Stellung à la suite des Garde-Train-Bataillons zum Inspekteur des Trains ernannt. Anlässlich der Krönungsfeierlichkeiten von König Wilhelm I. wurde er am 18. Oktober 1861 zum Generalmajor befördert und in den erblichen preußischen Adelsstand erhoben. Am 9. Januar 1864 erfolgte seine Ernennung zum Inspekteur der 3. Artillerie-Inspektion sowie am 18. Juni 1865 die Beförderung zum Generalleutnant. Bei der Mobilmachung anlässlich des Deutschen Krieg erhielt Jacobi am 21. Mai 1866 das Kommando über die Artillerie der 2. Armee unter Kronprinz Friedrich. Er nahm in dieser Eigenschaft an den Schlachten bei Nachod und Königgrätz teil.
Nach dem Krieg wurde Jacobi unter Verleihung des Sterns und der Schwerter zum Roten Adlerordens II. Klasse mit Eichenlaub und Schwertern am Ringe wieder Inspekteur der 3. Artillerie-Inspektion und übernahm am 25. März 1869 die 1. Artillerie-Inspektion in Posen. Aufgrund einer Gallenoperation wurde er am 17. Juli 1870 mit Pension zur Disposition gestellt und sollte nach Wiederherstellung seiner Gesundheit wieder verwendet werden. Nach dem Krieg gegen Frankreich, an dem er aus gesundheitlichen Gründen nicht teilnehmen konnte, erhielt er am 21. Oktober 1871 den Charakter als General der Infanterie. Er starb 1874 in Berlin.
Neben seinem militärischen Wirken galt er als einer der größten Agaven-Kenner des 19. Jahrhunderts.

### Familie
Er hatte sich am 6. Oktober 1852 mit Karoline von Bohlen (1820–1899) verheiratet. Der spätere General Albano von Jacobi war sein Sohn.

## Schriften
- Beschreibung des gegenwärtigen Zustandes der europäischen Feld-Artillerie. 1835.
- Englische Feld-Artillerie. 1835 (Digitalisat).
- Niederländische Feld-Artillerie. 1836 (Digitalisat).
- Französische Feld-Artillerie. 1837. (Digitalisat).
- Württembergische Feld-Artillerie. 1837 (Digitalisat).
- Grossherzoglich Hessische Feld-Artillerie. 1838 (Digitalisat).
- Nassauische Feld-Artillerie. (Digitalisat).
- königlich Schwedische Feld-Artillerie. 1840 (Digitalisat).
- königlich bayerische Feld-Artillerie.
- k.u.K österreichische Feld-Artillerie.
  - Teil 1, (Digitalisat).
  - Teil 2.
- Versuch zu einer systematischen Ordnung der Agaveen. 1864.
- Nachträge zu dem Versuch einer systematischen Ordnung der Agaveen. In: Abhandlungen der Schlesischen Gesellschaft für vaterländische Cultur. Abtheilung für Naturwissenschaften und Medicin. 1868/69. Breslau 1869, S. 138–176 (Digitalisat).
- Zweiter Nachtrag zu dem Versuch einer systematischen Ordnung der Agaveen. In: Abhandlungen der Schlesischen Gesellschaft für vaterländische Cultur. Abtheilung für Naturwissenschaften und Medicin. 1869/72. Breslau 1872, S. 89–90, S. 147–175.